# 劣駆動マニュピレータ
劣駆動マニピュレータ（れつくどうマニピュレータ、英語: Underactuated manipulator）は、システムの自由度に対してアクチュエータの数が少ないマニピュレータである。

## 概要
劣駆動マニピュレータの非ホロノミックシステムの一つであり、近年、解析や制御が注目を集めている。劣駆動マニピュレータは、アクチュエータにより直接制御できない非駆動関節が存在し、マニピュレータ先端の位置決め及び安定化を行うことを制御目標としている。往来と比べてアクチュエータの数を減らすことが出来るシステムなため、システム軽量化、省電力化、耐故障性の向上などが期待される。宇宙開発に代表されるように、構造物の軽量化が求められている現在において、構造物の肉薄化が進められ部材を柔軟構造物として解析する必要性が高まっている。そのため、劣駆動マニピュレータを始めとする柔軟システムのダイナミクスの解析及び運動制御法が盛んに研究されている。